# ラッファダーリ
ラッファダーリ（イタリア語: Raffadali）は、イタリア共和国シチリア自治州アグリジェント県にある、人口約13,000人の基礎自治体（コムーネ）。

## 地理

### 位置・広がり

#### 地勢
プラタニ川とサルソ川に囲まれた海抜425mの丘陵地に立地する。アグリジェントから11kmの場所にあり、面積は22.19平方km。土質は有孔虫を含む白色の泥炭土（マール）、および褐色土・レゴゾルを特徴とする。
- 地震学的分類: 第2地帯（地震頻度中～高レベル、2003年3月20日イタリア首相府令第3274号）[4].

#### 隣接コムーネ
隣接するコムーネは以下の通り。
- アグリジェント
- ヨッポロ・ジャンカークシオ
- サンタンジェロ・ムクサーロ
- サンタ・エリザベッタ

### 気候
一年を通して典型的な地中海性気候である。7、8月の平均気温は26-28℃、最高気温は30-32℃。
- イタリア気候分類: C地帯、1177 度日[5]

## 歴史

### 先史時代
先史時代のラッファダーリに関する痕跡はほとんど失われているものの、新石器時代の初めには人間がこの地に居住していたとされる証拠が発見された。青銅器時代の住居址、洞窟、土器のかけらに加えて、さらに重要かつ貴重な発見が石の彫像（ブシネーのヴィーナス）であり、これはこの場所に芸術の探求に時間や知識を費やすことのできる人物がいたことを示している。当時のラッファダーリは、都市というよりも集団居住地であり、また同時に農耕・牧畜も行われていたと考えられる。この地は十分に肥沃な土壌にめぐまれ地形も多岐にわたり、断崖から冷涼な渓谷、地下水脈のはぐくむ泉にいたるまで、生気に満ちていた。これら自然の豊かさは現在も見られる。

### 中世
9世紀の第一四半世紀にはアラブ人により新しい農耕文化が伝わり、柑橘類、バラ科植物（ナシ、アンズ、ピスタチオ）、そして恐らくイナゴマメの栽培法がもたらされた。不足しがちで貴重であった水源を確保するために、貯水池や水路の建設、整備も行われ、またこれによりアーモンドやピスタチオを主な材料にした新たな製菓技術も導入された。アラブ人の進出は土着の文化との混交を促進した。民族的にも発生学的多様性をもたらし、今日でも身体的特徴にその影響が見られる（これはラッファダーリの住民に限ったことではない）。ラッファダーリが成立したのはこの頃である（ラッファダーリRaffadaliという地名は、おそらくアラビア語で「素晴らしい村」を意味する رحال افدال (Rahl-Afdal)に由来する）。アラブ支配は約200年続いた後ノルマン人に取って代わられた。ノルマン人は独自の文化をもたらしたが、同時に知性的で節度があり、先行するアラブ文化を自ら吸収もした。教会権力は、特に対立のない限り政治権力とは協調しながら組織を固め、住民の宗教意識の中に深く根付いていった。この時期ラッファダーリは政治、農業、社会、経済地区としての特徴を有し、中央権力の支配者（ノルマン、ついでシュヴァーベン、アンジュー家、アラゴン王国などへと引き継がれる）にのみ従う封建領主が多大な権勢を振るった。ラッファダーリは11世紀にモンタペルト家（Montaperto）の支配する大封土となった。

### 近代
今日の市街は古代の村落が衰退した後に形成された。1507年、ピエトロ・モンタペルトがフェルディナンド王より入植権を得て都市部を拡大、城郭の改修と聖母教会の建設に着手した。1649年、人々を飢餓に追いやっているとしてアグリジェントの住民がトライナ司教に対して起こした反乱にジュゼッペ・ニコロー・モンタペルトが介入。モンタペルトの勇猛と忠誠に対し、スペインのフェリペ4世は領主家に「公」の称号を与え、封土も公国に昇格した。ラッファダーリの最後の領主はサルヴァトーレ・モンタペルト・ヴァルグアルネーラであった。
土木建造物と言えば山道、泉、教会、城郭くらいしかなかった各地方においても、都市化が始まろうとしていた。18世紀末から19世紀初めにかけての政治的大変革によりヨーロッパ各国の様相は一変し、その影響はシチリアにも及んだ。新興自由公国諸国に構造的変化が生じ、富の配分の多様化が進んだ。封建制の崩壊である。ラッファダーリは、各地の永代小作権こそ旧封建領主らの手に残されていたものの、封建領土から徐々に中小地主による地方村落へと変貌していく。

### 現代
1848年革命の波はラッファダーリをも席巻し、ラッファダーリはその成立起源や強固な封建的慣習を考えると驚くほど高い政治意識をもって、イタリア独立運動、さらにシチリア・ブルボン朝を明白な詐称とみなすスペインからの分離運動に加わった。ラッファダーリにおいてものちに住民投票によりイタリア王国加盟が決定される。しかし大土地所有制による広大な土地が、土地所有者の生活も十分に賄えない細切れの農地に分画されたため、農業経済は好転せず、また中小封土（王によって叙された公が、民事および部分的には刑事においても大きな権限をふるった大封土を除く部分）は依然大地主の手にあり、巧妙な搾取構造により小作農らは極貧状態に置かれつづけた。
両世界大戦を挟む20年間、ラッファダーリは停滞期にあったが、低層中産階級にとっては、小規模な（極小ではない）地所の管理運営や職業選択の自由化により生活状況が安定した。ファシズムは労働者階級に新たな社会秩序の到来を期待させたが、第二次大戦により無残にも小作農らは何一つ改善されない貧困という現実に引き戻された。そのため残る大所有地の放棄と土地の分割を求める小作農らの運動が活発化した。
農地改革により大所有地の分割が実現し、小作農1人あたり4haの土地が配分されたが、耕作技術の転換で市場競争力のある農業生産には農業機械類の導入が必要となったことから、結局十分な支援とはならなかった。

### 紋章
ラッファダーリの紋章はモンタペルト公家の家紋に由来する。公家の家紋を改訂したもので、第1の部分には青の4本の横棒の間の銀の地に9個の薔薇を1個、2個、3個、2個、1個の順に配してある。第2の赤の部分では右部から動き出そうとする銀のワシが、第3の部分は青地に5列の金の帯が描かれている。兜飾りには、銀の鎧を着て槍を持ち、湧き起こる紅炎の中、山を白馬で駆け抜ける装甲騎士がしつらえてある。銘にはAd astra（天へ）と刻まれている。

## 名勝旧跡

### 宗教建築
聖母教会として聖オリーヴァ教会（Chiesa di Santa Oliva）がラッファダーリ中心部に位置する。モンタペルト城とならんでナツィオナーレ通りを見下ろすことができる建物である。教会では7月後半、ラッファダーリの守護聖人である、病人の回復なる聖母マリアを祝う祭が行われる。教会の築造は15世紀後半にモンタペルト家の命により始まり、完成には200年を要した。正面左入口の装飾部には1831年と記されている。教会は南向きで高さ40m、幅26m。建物正面はローマの後期ルネサンス様式に基づく。真上から見るとラテン十字形で、それぞれに翼廊のついた3つの身廊に分かれる。中央身廊の丸天井と半円筒天井にはフレスコ画が描かれている。中には、紀元2世紀に大理石で作られプロセルピナの略奪が彫刻されたローマ石棺、1585年にニコーラ・ブッタフオーコが製作した、病人と幼子イエスとともにある聖母マリアの木像、モンタペルト家や他の人士らの墓があり、さらに数多くの貴重な文化財を鑑賞することができる。
他の宗教建築には以下のものがある。
- カルメル教会
- 聖ヨセフ教会 - 19世紀に建造されたもので、内装は19世紀前半の建築家サヴェーリオ・ベンティヴェーニャの手法を強く感じさせるが、外壁は、湾曲線の多用や大胆な空間の使用など、バロック様式への明らかな類縁性を呈することから、さらに古い時期に作られたものとみられる。隣接する女子修道院の前壁もバロックの様式に拠っている。
- ロザリオ教会
- 聖ジャチント・ジョルダーノ・アンサローネ教会

### 礼拝堂
ラッファダーリ各地区に合計およそ5つの礼拝堂がある。過去には礼拝者が多数詰めかけたが、現在はいずれも人が訪れず寂れている。旧市内の1箇所のみ今も礼拝者がある。

### 小礼拝所
ポルタ・アグリジェント通りとポルタ・パレルモ通りの計2箇所に聖母マリアと幼子キリストのための小礼拝所がある。

### 非宗教建築
- 公宮殿（モンタペルト城、Palazzo Principe） - モンタペルト家の旧邸。8世紀に建てられ、長い歳月の間に塔や銃眼つき胸壁の一部が破壊されるなど、幾多の変遷を経た。地下室にはモンタペルト公が政敵や罪人に用いた古い責め具がある。宮殿は地下通路を通じて聖オリーヴァ教会大聖堂とつながっている。地下通路は敵の攻撃から逃れるために歴代の公が利用したもので、現在も残されている。
- 市庁舎 - ラッファダーリの行政の中心部で、外壁正面にはラッファダーリの紋章が掲げられている。

### 遺跡
- ブソネー突丘（Cozzo Busonè） - ラッファダーリ最古の住居跡であり古墳でもある。銅器時代の女性像であるブソネーのヴィーナス2体が出土した丘として知られる。ヴィーナスは現在アグリジェント考古学博物館に展示されている。この丘にまつわるアラブの伝説が多数伝えられており、そのうちの、7年半に1度、満月の夜に丘が開き隠された秘宝が現れるという話をもとに歌も作られている。
- ピエトラ・ロッサ突丘（Cozzo Pietra Rossa） - アグリジェント県ラッファダーリに位置する丘で遺跡でもある。青銅器時代から銅器時代はじめにかけての墳墓や多数のかまど型の墓がある。近接するタアリ突丘（Cozzo Tahari）も同様の遺跡であるが、現在ではほぼすべてが重機で破壊されてしまっている。
- パロンバーラ山（Colle Palombara） - ラッファダーリの山の一つで遺跡でもある。ラッファダーリ市街の西3kmに位置する。洞窟調査隊がパロンバーラ山の中腹の開裂部の中を調査したところ、長い洞窟の先に鍾乳石でできた広い空間が見つかり、地中に白骨や前19-15世紀の遺跡であるカステッルッチャ地層住居群の土器が埋没しているのを発見した。ロ・マスコロによると、1950年代までラッファダーリから数百mのところにさらに大きな洞窟があり、岩を削って作った住居跡があったが、現存していない。ほかにテッラノーヴァ山の巨大洞窟や、さらにマドンナ・デッレ・グラツィエ地区のマドンナ・デッレ・グラツィエ礼拝堂がある小規模な岩盤上でも洞窟が発掘されたが、こちらは一部が北西方向に破壊されている。聖大アントニオス教会がある突丘にも洞窟があり、前世紀までその近くにもまた別の洞窟があった。
- グアスタネッラ山（Monte Guastanella） - 約250mの峰を囲む山岳地で、白いガラス質の石灰片岩からなり、岩盤はざらざらして硬いがもろく掘削しやすい。墳墓を含む遺跡があり、さらにアラビア風の城郭もある。この城郭はイスラム教徒が牢として用いたもので、のちにアグリジェント司教のウルソーネはここに3度にわたり幽閉された。シュヴァーベン大公フリードリヒ2世は、ヴェルフ家のオットー4世とドイツで戦ったあとシチリアに帰還し、1221年から1232年までアラブ人と戦って勝ち、この城を陥れた。城は現在一部が廃墟となって残るのみである。グアスタネッラ山の頂上付近には、岩壁を掘り進めて作った古い洞窟がある。
- グロッティチェッレ山（Monte Grotticelle） - シチリア島アグリジェント県にある山。ラッファダーリを囲む山であると同時に遺跡でもある。中腹には、多数の岩を切り出して作ったローマ・ビザンティン様式の墳墓や、古代都市エルベッソ（Erbesso）のものとされる建物の跡の一部が見つかっている。またここからは、プロセルピナの略奪が描かれた、考古学上も美術品としても価値の高いローマ時代の石棺が出土している。

### その他
像・記念碑など
ラッファダーリの広場や通りには記念碑が4つある。「全戦没者記念碑」は1924年に除幕され聖母教会の前にある。「フランチェスコ・スポート（Francesco Spoto）記念碑」はナツィオナーレ通り沿いにある。「労働者・農民運動記念碑」は公宮殿にほど近いプログレッソ広場にある。同じプログレッソ広場にある「チェーザレ・セッサ（Cesare Sessa）記念碑」は2007年に除幕された。
2006年にはサルヴァトーレ・ディ・ベネデット（Salvatore Di Benedetto）を記念するレリーフがラッファダーリ市民劇場で除幕された。

### 泉
ラッファダーリには古い泉が3つある。1つはプログレッソ広場にあってもっとも歴史が浅く、単なる観光用のものである。2つ目はポルタ・パレルモ広場にあって約300年の歴史を持ち、つい最近まで動物の水やりに用いられていた。またラッファダーリとヨッポロ・ジャンカークシオを結ぶ道にも泉があり、こちらも動物の水やりに用いられている。

## 社会

### 人口動態
イタリア全体の人口においても65歳以上の人口の伸びは過去30年間他の年齢層を圧倒しているが、ラッファダーリにおける人口構造の分析からも同じことが裏付けられる。ラッファダーリでは1961年から1991年まで65歳以上の人口が1126人から2035人（全体の9%から15%）へと大幅に増加し、1961年時点と比較して81%増となった。若年層ではこれとは逆の傾向がみられ、特に従前より減少の続く0歳から14歳までの年齢層では過去20年間に3487人から2793人（全体の27%から20%）に減少し、1961年時点と比較しても15%減となった。若年層の人口減少数は各年齢層中でも顕著である。

### 外国人
| 国籍       | 人数 |
| ---------- | ---- |
| ルーマニア | 7    |
| モロッコ   | 9    |
| 中国       | 7    |

### 伝統行事
- クリスマス - クリスマスの間はノヴェーナ(novena)と呼ばれる非常に簡単な祈りの歌が歌われ、住民が、綿とオレンジ（笑った目に見立てる）で飾り立てたスパラチェッラsparacellaと呼ばれる静かな部屋に集まる。祈りの言葉も非常に簡素である。ノヴェーナが済むと、朴念仁の牧人ナルドNardoを主人公とする牧羊寸劇（パストラーレpastorale）が行われる。プルチッダートpurciddatoというクッキー、乾燥イチジクを詰めたシュトゥルーデル、クランチしたアーモンド、イチジク付きパンを食べる習わしである。
- カルネヴァーレ（謝肉祭） - カルネヴァーレも大変重要な行事で、ラッファダーリの主な道路を山車と住民連がパレードし、ナツィオナーレ通りでは夜遅くまで仮面舞踏会が開かれる。土曜日から告解火曜日まで4日間にわたりラッファダーリ中が歓喜と色とりどりの装飾で包まれる。スピンジspingiと呼ばれる、小麦粉と卵を練ったものかもしくは潰したジャガイモをたっぷりの油で揚げ、砂糖かハチミツで甘みをつけたもの、ピニュラータpignulataと呼ばれる、小麦粉と卵を練って指の太さの円筒形にし、油で揚げたあと熱した砂糖水にからめたものを作って食べる習わしである。
- イースター - イースター期間中、聖金曜日がもっとも重要な日である。住民の間では聖金曜日の祭がもっとも美しい祭だとされている。教会の礼拝に加えて神聖劇の公演を野外の固定舞台で行う「ゴルゴタの丘」という市の無形文化財があり、多くの観客を集める。この日一日住民はキリストの死の奇跡に思いを致す。パナレッドゥ・ク・ローヴpanareddu cu l'ovuと呼ばれる、小麦粉を練って籠の形に整えかまどで焼き、ゆで卵を中に入れたものを食べるのが習わしである。

## 文化

### 教育
ラッファダーリの住民の経済状況改善を顕著に示す指標のひとつに教育水準がある。各種データや国勢調査をみると、あらゆる段階において教育水準が向上していることが推定される。目立つのは、中等教育修了とそれに伴う非識字率低下に関するデータである。中等教育修了者は1961年から1991年までの間に319名から3,665名と11.49倍に増加し、非識字者数は2,279名から825名へと64％減少した。非識字者は消滅に向かっており、全人口中では6％にすぎない。高等教育についてもすぐれた成果が上がっており、大学卒業者は52名から282名に、短大、専門学校等卒業者は319名から1,746名に増加した。

### 図書館
サルヴァトーレ・ディ・ベネデット記念市民図書館がナツィオナーレ通りにある市庁舎の一室にある。8千冊を超える蔵書がある。

### 学校
中学校1校、小学校3校、幼稚園4つがある。

### メディア
ラッファダーリの地域メディアは以下のとおり

#### 新聞
- アデスト（Ad Est）
- イル・ファット・ロカーレ（Il Fatto Locale）
- レーコ・ディ・ラッファダーリ（L'Eco di Raffadali）

#### ラジオ
ラーディオ・ポポラーレ（Radio Popolare） - 80-90年代にラッファダーリにあった自由ラジオ（radio libera）の1つ。一部左翼青年によって運営され、教養番組、政治番組が放送された。

### 文化財
ローマ石棺（Sarcofago romano） - 古代の様式によりプロセルピナの略奪が描かれたローマ時代の石棺。16世紀にラッファダーリのグロッティチェッレ地区で発見された。ここからはローマ時代の他の遺物も出土している。はじめモンタペルト公宮殿に納められたが、のち聖母教会に寄贈され、現在も同教会で保管されている。

### 料理
ラッファダーリの郷土料理にはソラマメのスープ（macco di fave）がある。クリーミーなスープで、乾燥ソラマメに野菜、通常はスイスチャードを加え、オリーブ・オイルのみをかけて食べる。農村風の素朴な料理であるが栄養価は高い。起源は古く、古代ローマ時代には知られていたようである。

### 著名人
特に次の人物が知られている。
- チェーザレ・セッサ（Cesare Sessa） - 労働組合員。地方議会議員。国会議員
- ドメーニコ・アルヴィーセ・ガッレット（Domenico Alvise Galletto） - 演出家
- フランチェスコ・スポート（Francesco Spoto） - 宗教者
- サルヴァトーレ・ディ・ベネデット（Salvatore Di Benedetto） - パルチザン。地方議会議員。国会議員
- ヴィットリーア・ジュンティ（Vittoria Giunti） - パルチザン
- サルヴァトーレ・クッファーロ（Salvatore Cuffaro） - シチリア州知事
- ティントゥリーア（Tinturia） - 音楽グループ
- ジュセッペ・セッロイ（Giuseppe Serroy） - 医師。詩人

## 地域特性

### 市街地
旧市街は通り、横丁、庭先が複雑に入り組んでおり、石や漆喰でできた古民家が密集している。民家のほとんどは、独特の急階段で外から2階の部屋に上がる特徴的な構造になっている。20世紀に入って以降の市の中心部はナツィオナーレ通りで、活発な都市機能を有する。市庁舎、聖母教会、城、図書館、商店、銀行、各種交流所、事務所、政党支部などがある。

### 分村
サンタンナ（Sant'Anna） - ラッファダーリの分村で人口は21人。アグリジェント県のコムーネである。中心地の高度は海抜420m。

## 経済
ラッファダーリの主要産業は農業で、小麦、ブドウ、アーモンド、ピスタチオ、オリーブの生産が盛んなほか、牧牛、牧羊も行われている。
1961年から2011年までの50年間の人口増にともない就業人口も増加した。失業率はアグリジェント県の他地域とほぼ同じである。産業構造は他地域と比べ大きく変化し、農業から第3次産業への推移がみられる。1971年から1991年にかけ農業人口は1641名から636名へ、産業人口にしめる比率では49％から19％へ減少した。一方、第3次産業の従事者は706名から2015名（21％から60％）へと増加した。ISTATのデータでは、就業者の50％以上が商工業に従事している。しかしながらこの20年で製造業従事者は30％から20％へ減少を続けており、これは全般的な不景気に加え、地域レベルでの体系的な経済計画の欠如が原因と考えられる。

### 農業
農業もよく発達している。ブドウ、オリーブ、アーモンド、果実類が主要産品であり、さらに搾油、ワイン醸造、食品加工業が起業している。農産物の取引は非常に活発で、さらに特定作物（トマト、アーティチョーク、キュウリ、ブドウ、セイヨウナシ、イチジク）の栽培が追い風となっており、これらは有力な輸出品ともなっている。

## 交通
郊外バスターミナルがナツィオナーレ通りにある。パレルモ、アグリジェント、トラーパニ、シャッカ、およびその周辺地区への直通便が運行されている。またラッファダーリからルーマニア行き長距離バスが出ている。市内交通はditta C.A.R.が担っている。

### 道路
- 高速道路118号が通っている。

## 行政
首長：シルヴィオ・マルチェッロ・クッファーロSilvio Marcello Cuffaro（中道右派、2007年5月13日-）
市庁舎住所：郵便番号92015 アグリジェント県ラッファダーリ、ナツィオナーレ通り111 （Via Nazionale, 111 - 92015 Raffadali (Ag)）

### 広域連合
ラッファダーリは広域連合・農業地域第3号regione agraria n.3 (Colline del Platani)、コムーネ連合"Feudo d'Alì"に参加している。

## スポーツ

### サッカー
ラッファダーリの有力サッカークラブはF.C.D.ラッファダーリで、エッチェッレンツァEccellenza（6部）リーグに所属している。1990年にクラブを設立したブルーノ・ファービオが会長を務めている。F.C.D.ラッファダーリはわずか数年で第3カテゴリーTerza Categoria（10部、最下部リーグ）からエッチェッレンツァに昇格した。
2010年にはA.S.D.アトレーティコ・ラッファダーリが設立された。第2カテゴリーSeconda Categoria（9部）に所属している。